# 貝克沃斯 (加利福尼亞州)
貝克沃斯（英語：Beckwourth）是位於美國加利福尼亞州普盧默斯縣的一個人口普查指定地區。

## 地理
貝克沃斯的座標為39°49′39″N 121°24′13″W / 39.82750°N 121.40361°W，而該地最高點為海拔高度1497米（即4911英尺）。

## 人口
根據2010年美國人口普查的數據，貝克沃斯的面積為30.27平方千米，當中陸地面積為30.26平方千米，而水域面積為0.01平方千米。當地共有人口432人，而人口密度為每平方千米14人。